# Temporada 1971-72 de los Portland Trail Blazers
La temporada 1971-72 fue la segunda de los Portland Trail Blazers en la NBA. La temporada regular acabó con 18 victorias y 64 derrotas, el peor balance de toda la liga, ocupando el noveno y último puesto de la conferencia Oeste, y no logrando clasificarse para los playoffs.

## Elecciones en elDraft
| Ronda | Puesto | Jugador           | Posición  | Nacionalidad   | Universidad |
| ----- | ------ | ----------------- | --------- | -------------- | ----------- |
| 1     | 2      | Sidney Wicks      | Ala-Pívot | Estados Unidos | UCLA        |
| 2     | 25     | Charlie Yelverton | Escolta   | Estados Unidos | Fordham     |
| 3     | 37     | Larry Steele      | Escolta   | Estados Unidos | Kentucky    |
| 3     | 42     | William Smith     | Pívot     | Estados Unidos | Syracuse    |
| 9     | 139    | Goo Kennedy       | Ala-Pívot | Estados Unidos | TCU         |

## Temporada regular
| División Pacífico       | División Pacífico | División Pacífico | División Pacífico | División Pacífico | División Pacífico | División Pacífico | División Pacífico | División Pacífico |
| Equipo                  | G                 | P                 | %                 | PD                | Casa              | Fuera             | Neutral           | Div               |
| ----------------------- | ----------------- | ----------------- | ----------------- | ----------------- | ----------------- | ----------------- | ----------------- | ----------------- |
| y-Los Angeles Lakers    | 69                | 13                | .841              | –                 | 36–5              | 31–7              | 2–1               | 21–3              |
| x-Golden State Warriors | 51                | 31                | .622              | 18                | 27–8              | 21–20             | 3–3               | 14–10             |
| Seattle SuperSonics     | 47                | 35                | .573              | 22                | 28–12             | 18–22             | 1–1               | 12–12             |
| Houston Rockets         | 34                | 48                | .415              | 35                | 15–20             | 14–23             | 5–5               | 9–15              |
| Portland Trail Blazers  | 18                | 64                | .220              | 51                | 14–26             | 4–35              | 0–3               | 4–20              |

## Estadísticas
| Rk | Jugador           | Edad | P  | PT | MP   | TC  | TCI  | %TC  | TL  | TLI | %TL  | RB   | AS  | FP  | PTS  |
| -- | ----------------- | ---- | -- | -- | ---- | --- | ---- | ---- | --- | --- | ---- | ---- | --- | --- | ---- |
| 1  | Sidney Wicks      | 22   | 82 |    | 39.6 | 9.6 | 22.4 | .427 | 5.4 | 7.6 | .710 | 11.5 | 4.3 | 2.3 | 24.5 |
| 2  | Geoff Petrie      | 23   | 60 |    | 35.9 | 7.8 | 18.6 | .417 | 3.4 | 4.3 | .789 | 2.2  | 4.1 | 1.8 | 18.9 |
| 3  | Dale Schlueter    | 26   | 81 |    | 33.2 | 4.4 | 8.3  | .525 | 3.0 | 4.0 | .739 | 10.6 | 3.5 | 3.4 | 11.7 |
| 4  | Rick Adelman      | 25   | 80 |    | 30.6 | 4.1 | 9.4  | .437 | 1.9 | 2.5 | .751 | 2.9  | 5.2 | 2.6 | 10.1 |
| 5  | Gary Gregor       | 26   | 82 |    | 28.9 | 4.9 | 10.8 | .451 | 1.4 | 1.8 | .755 | 7.2  | 2.3 | 2.5 | 11.1 |
| 6  | Stan McKenzie     | 27   | 82 |    | 24.8 | 5.0 | 10.2 | .492 | 3.8 | 4.6 | .831 | 3.3  | 1.8 | 2.9 | 13.8 |
| 7  | William Smith     | 22   | 22 |    | 20.4 | 3.3 | 7.9  | .416 | 1.7 | 2.9 | .594 | 6.1  | 0.9 | 3.3 | 8.3  |
| 8  | Larry Steele      | 22   | 72 |    | 18.2 | 2.1 | 4.3  | .481 | 1.0 | 1.3 | .722 | 3.9  | 2.2 | 2.8 | 5.1  |
| 9  | Charlie Yelverton | 23   | 69 |    | 17.8 | 3.0 | 7.7  | .389 | 1.9 | 2.7 | .707 | 2.9  | 1.2 | 2.1 | 7.9  |
| 10 | Willie McCarter   | 25   | 39 |    | 15.7 | 2.6 | 6.6  | .401 | 0.9 | 1.4 | .673 | 1.1  | 2.2 | 1.5 | 6.2  |
| 11 | Darrall Imhoff    | 33   | 40 |    | 10.1 | 1.1 | 2.6  | .408 | 0.5 | 0.9 | .600 | 2.7  | 1.3 | 1.9 | 2.6  |
| 12 | Ron Knight        | 24   | 49 |    | 9.9  | 2.3 | 5.2  | .436 | 0.6 | 1.3 | .500 | 2.4  | 0.7 | 1.1 | 5.2  |
| 13 | Jim Marsh         | 25   | 39 |    | 9.6  | 1.0 | 3.0  | .333 | 1.1 | 1.5 | .695 | 2.2  | 0.8 | 1.3 | 3.1  |

## Galardones y récords
| Jugador      | Galardón                                                              |
| Geoff Petrie | Rookie del Año de la NBA Mejor quinteto de rookies de la NBA All-Star |